# Ulsan Citizen FC
Ulsan Citizen FC ist ein Fußballfranchise aus der Stadt Ulsan in Südkorea. Der Verein spielt aktuell in der K3 League, der dritthöchsten Spielklasse Südkoreas.

## Geschichte

### Gründung (2018)
Mitte 2018 gab der Fußballverband Ulsan bekannt, dass für die kommende K3 League Basic-Spielzeit ein neuer Verein gegründet wird. Am 22. Dezember 2018 wurde der Verein offiziell gegründet. Erster Trainer des Vereins wurde Yun Kyun-sang.

### Erste Spielzeiten (2019–2020)
In der Premierensaison von Ulsan Citizen FC trat der Verein im Korean FA Cup an und empfing zuhause die Yonsei-Universität. Nach einem Torlosen Remis, verlor der Verein mit 4:5 im Elfmeterschießen und schied schon in der 1. Hauptrunde damit aus. In der Liga hingegen konnte der Verein große Erfolge verzeichnen. Der Verein kämpfte die gesamte Spielzeit über mit den beiden Ligakonkurrenten Jeonju FC und Yangju Citizen FC um den Direkten Aufstieg. Nach Ende der Regulären Spielzeit stand der Verein auf Platz 1 und konnte somit die Ligameisterschaft feiern. Nach Ende der Spielzeit beantragte der Verein für die neugegründeten Halbprofiligen K3 League & K4 League die Lizenz. Anfang des darauffolgenden Jahres gab der Koreanische Fußballverband die Teilnehmenden Mannschaften an der K4 League bekannt, unter ihnen auch Ulsan Citizen FC. Die darauffolgende Saison stand unter dem Ziel des Aufstieges in die Neugegründete K3 League. Nach Ende der Premierenspielzeit in der K4 League, stand der Verein auf Platz zwei und stieg somit direkt in die K3 League auf. Auch im Pokal konnte sich der Verein steigern. In der 1. Hauptrunde traten sie zuhause gegen den Fünftligisten Gimhae Jaemiks FC an, gegen welche sie sich mit 5:1 erfolgreich durchsetzen konnten. In der darauffolgenden Hauptrunde, empfingen sie den Zweitligisten Bucheon FC 1995, denen sie überraschend mit 1:0 schlagen konnten. Anschließend empfang der Verein in der 3. Hauptrunde den Erstligisten Sangju Sangmu FC, den sie allerdings mit 0:2 unterlagen.

### Gegenwart
In ihrer Premierenspielzeit in der K3 League konnte sich der Verein erfolgreich etablieren. Nach Ende des letzten Spieltages, stand der Verein auf Platz 7 und war zugleich der erfolgreichste Aufsteiger bis dahin. Im Pokal hingegen schied der Verein erneut früh aus. In der 1. Hauptrunde traten sie Auswärts beim Viertligisten Siheung Citizen FC an, verloren aber das Spiel mit 0:2.

### Historie-Übersicht
| Saison | Liga            | Kl. | Vereine | Spiele | Pl. | S  | U  | N | Tore  | Pkt. | KFA Cup       | Play-Off           | Trainer       |
| 2019   | K3 League Basic | 5   | 8       | 21     | 1.  | 15 | 5  | 1 | 43:11 | 50   | 1. Hauptrunde | Nicht Qualifiziert | Yun Kyun-sang |
| 2020   | K4 League       | 4   | 13      | 24     | 2.  | 16 | 3  | 5 | 50:29 | 51   | 3. Hauptrunde | Nicht Qualifiziert | Yun Kyun-sang |
| 2021   | K3 League       | 3   | 15      | 28     | 7.  | 9  | 11 | 8 | 32:24 | 38   | 1. Hauptrunde | Nicht Qualifiziert | Yun Kyun-sang |
| 2022   | K3 League       | 3   | 16      | 30     |     |    |    |   | -:-   |      | Achtelfinale  |                    | Yun Kyun-sang |

| Legende                 | Legende | Legende | Legende | Legende | Legende | Legende | Legende | Legende |
| ----------------------- | ------- | ------- | ------- | ------- | ------- | ------- | ------- | ------- |
| Aufstieg zum Saisonende |         |         |         |         |         |         |         |         |

## Stadion
| Stadion | Name          | Eigentümer            | Eröffnung | Nutzungszeitraum | Nutzungszeitraum |
| Stadion | Name          | Eigentümer            | Eröffnung | Von              | Bis              |
| ------- | ------------- | --------------------- | --------- | ---------------- | ---------------- |
|         | Ulsan-Stadion | Stadtverwaltung Ulsan | 2005      | 2019             | Bis jetzt        |

## Fanszene
Die Fanszene besteht aus einer aktiven Fangruppierung, der Gruppierung The Rose of Versailles, benannt nach einem gleichnamigen Manga. Gegründet wurde dieser im Jahr 2019 und unterstützt seitdem den Verein.